# Chalcopyrit

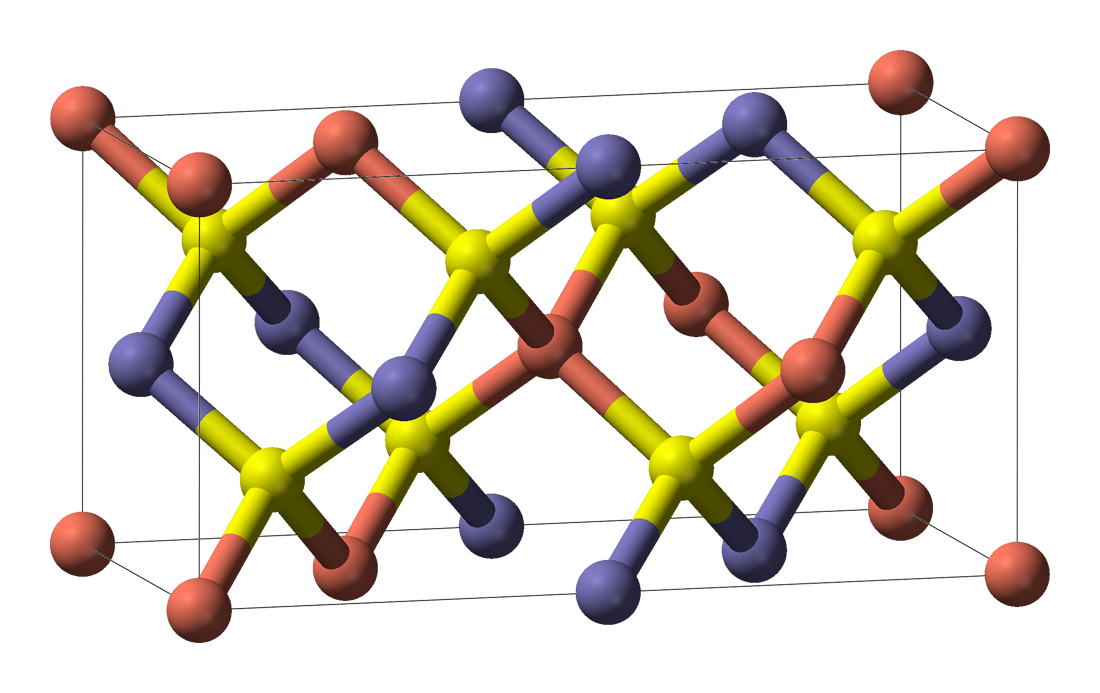
Ô đơn vị của chalcopyrit. Đồng có màu hồng, sắt màu xanh và lưu huỳnh màu vàng.

Chalcopyrit là khoáng vật sắt đồng sulfide kết tinh ở hệ tinh thể bốn phương. Nó có công thức hóa học CuFeS2. Nó có màu vàng thau đến vàng kim, độ cứng từ 3.5 đến 4 trên thang Mohs. Vết vạch được xác định là màu đen nhuốm xanh lá.
Khi tiếp xúc với không khí, Chalcopyrit oxy hóa tạo thành rất nhiều oxit, hydroxide và muối sunfat. Các khoáng vật đồng đi cùng bao gồm sulfide bornit (Cu5FeS4), chalcocit (Cu2S), covellit (CuS), digenit (Cu9S5); khoáng vật carbonat như là malachit và azurit, một vài oxit như là cuprit (Cu2O). Chalcopyrit hiếm khi gặp ở trạng thái liên kết với đồng kim loại.

## Nhận dạng
Chalcopyrit thường bị lẫn lộn với pyrit, mặc dù pyrit kết tinh hệ tinh thể lập phương chứ không phải hệ bốn phương. Hơn nữa, chalcopyrit thường ở khối lớn, hiếm ở dạng tinh thể và ít giòn hơn. Chalcopyrit có màu vàng tối hơn, nhuốm màu xanh lá và có ánh nhờn.
Bởi màu sắc và hàm lượng đồng cao, chalcopyrit thường được gọi là "đồng vàng". (yellow copper)

## Hóa học
Chalcopyrit tự nhiên không nằm trong chuỗi dung dịch rắn với bất cứ khoáng vật sulfide nào khác. Zn có thể thay thế với Cu một lượng giới hạn vì chalcopyrit có cấu trúc tinh thể giống như sphalerit.
Tuy nhiên, nó thường bị nhiễm các nguyên tố vết khác như Co, Ni, Mn, Zn và Sn thay thế cho Cu và Fe. Se, Fe và As thay thế cho S, và một lượng rất nhỏ của Ag, Au, Pt, Pd, Pb, V, Cr, In, Al và Sb cũng đã được phát hiện.
Có vẻ như là rất nhiều các nguyên tố này tồn tại ở dạng các khoáng vật rất mịn mọc xen lẫn bên trong tinh thể chalcopyrit, ví dụ như các tấm arsenopyrit đại diện cho As, molybdenit đại diện cho Mo,...

## Cộng sinh
Chalcopyrit tồn tại bên trong rất nhiều các môi trường quặng thông qua sự đa dạng của quá trình tạo quặng.
Chalcopyrit tồn tại trong các mỏ quặng khối sulfide xuất xứ từ núi lửa và mỏ đá trầm tích, tạo thành bởi sự tạo mỏ của đồng trong vòng tuần hoàn nhiệt dịch. Chalcopyrit tích tụ trong môi trường này nhờ sự dịch chuyển chất lỏng.
Mỏ quặng đồng porphyr được hình thành bởi sự tích tụ của đồng bên trong đá granit xâm nhập thể cán trong quá trình đi dâng lên và kết tinh của magma. Chalcopyrit trong môi trường này được tạo ra bởi sự tích tụ bên trong hệ thống magma.
Chalcopyrit là một khoáng phụ trong cá mỏ khoáng nickel komtiit loại Kambalda, hình thành từ dung dịch sulfide không trộn lẫn được trong dung nham siêu mafic. Trong môi trường này, Chalcopyrit được hình thành bởi dung dịch sulfide chảy thành dải đồng nóng chảy từ một dung dịch silicat không bị trộn lẫn.

## Dạng tồn tại
Chalcopyrit là quặng đồng quan trọng nhất. Quặng chalcopyrit tồn tại ở nhiều kiểu quặng, từ những khối khổng lồ như ở Timmins, Ontario, đến các mạch bất thường và đi cùng với các khối xâm nhập granit đến diorit như trong mỏ đồng porphyr ở Broken Hill, dãy Cordillera ở Mỹ và dãy Andes.
Chalcopyrit tồn tại ở mỏ Cu-Au-U siêu khổng lồ Olympic Dam ở Nam Úc.
Chalcopyrit cũng có thể được tìm thấy trong vỉa than cùng với các kết hạch pyrit, cũng như có mặt phổ biến trong đá trầm tích carbonat.

## Hình ảnh
Chalcopyrit đa dạng về cấu trúc và màu sắc: 

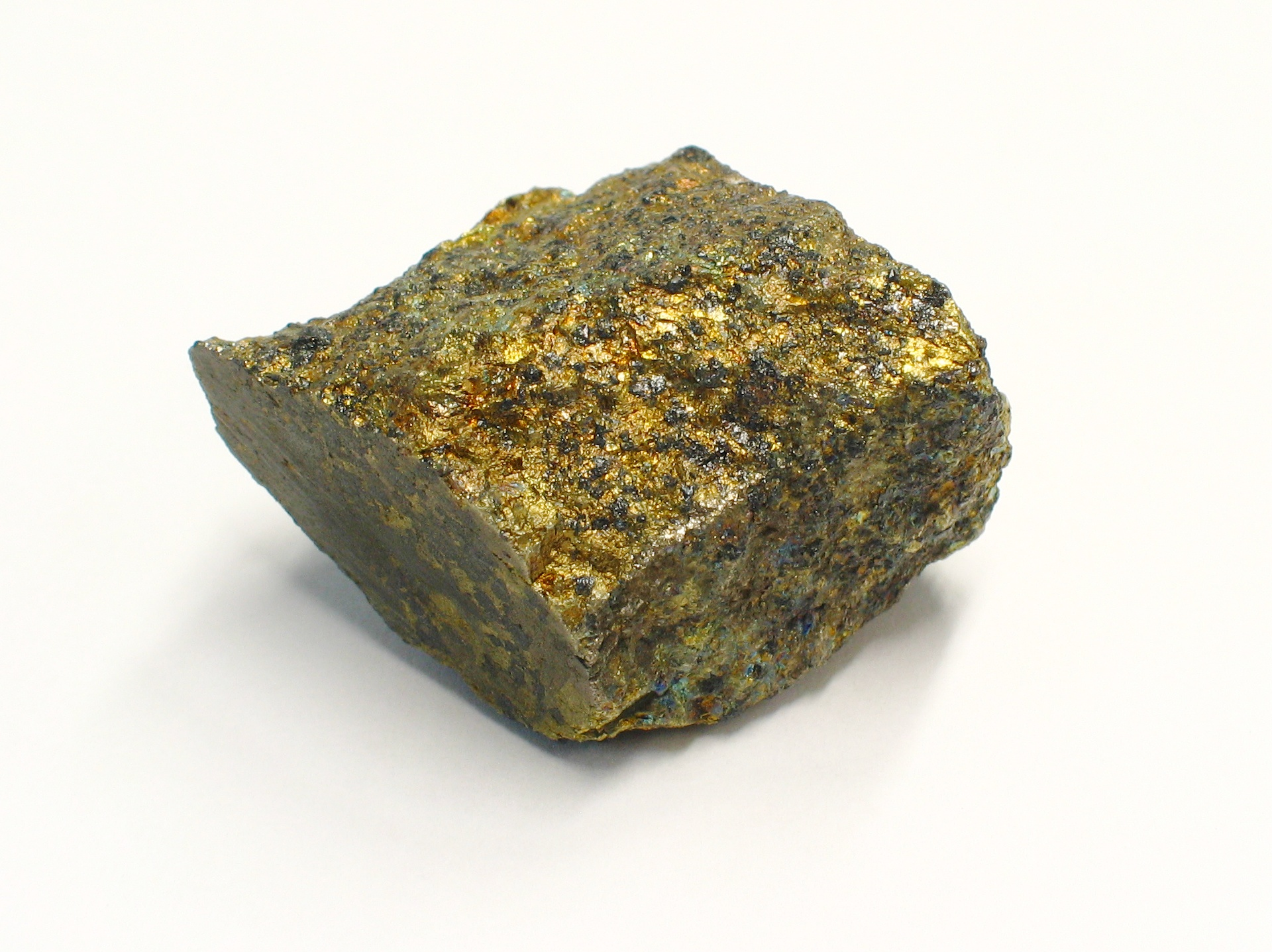
Chalcopyrit không bị xỉn
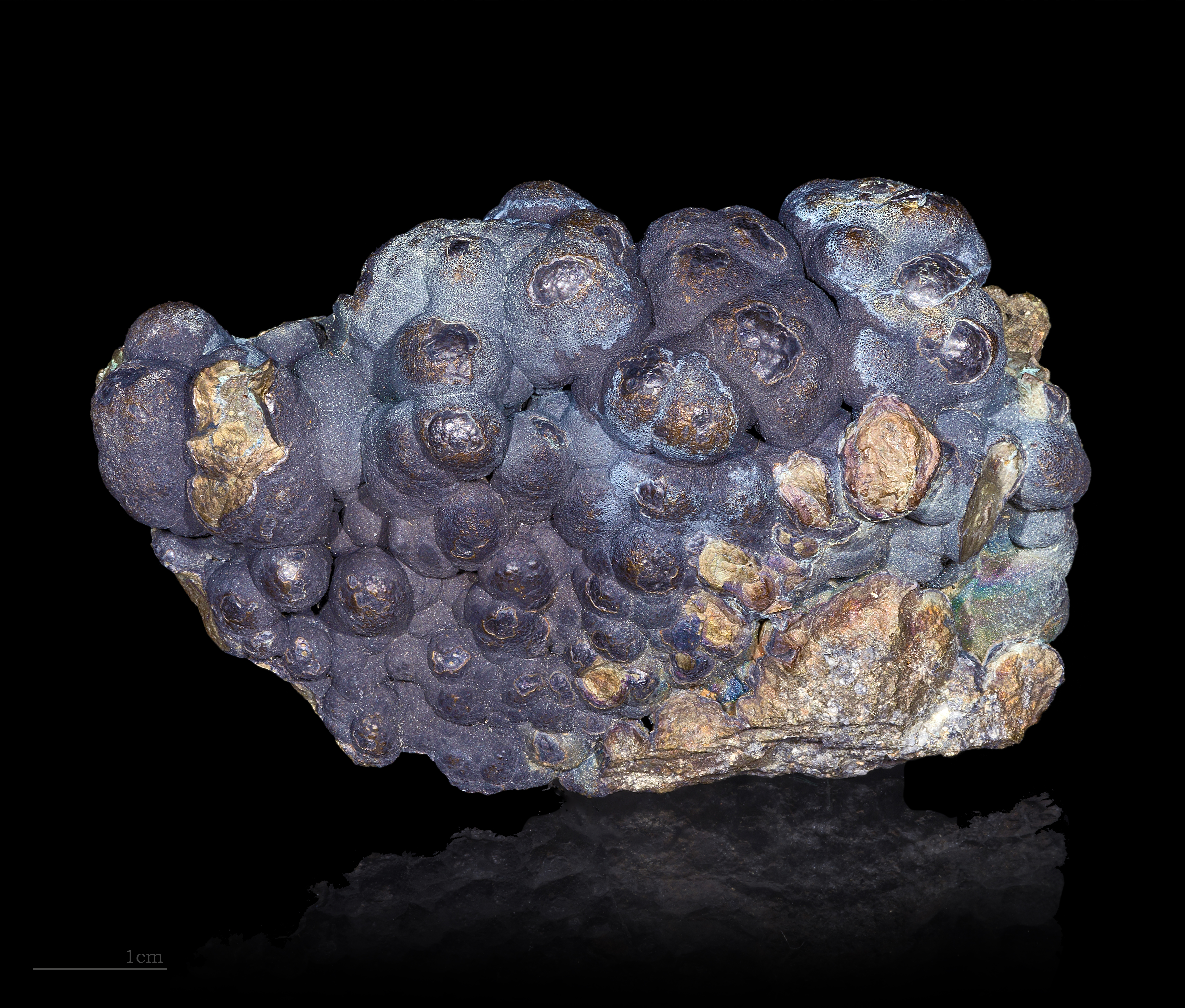
"Đồng Bọt" ("Blister Copper") với đủ loại chalcopyrit từ Redruth, Cornwall, Vương quốc Anh.
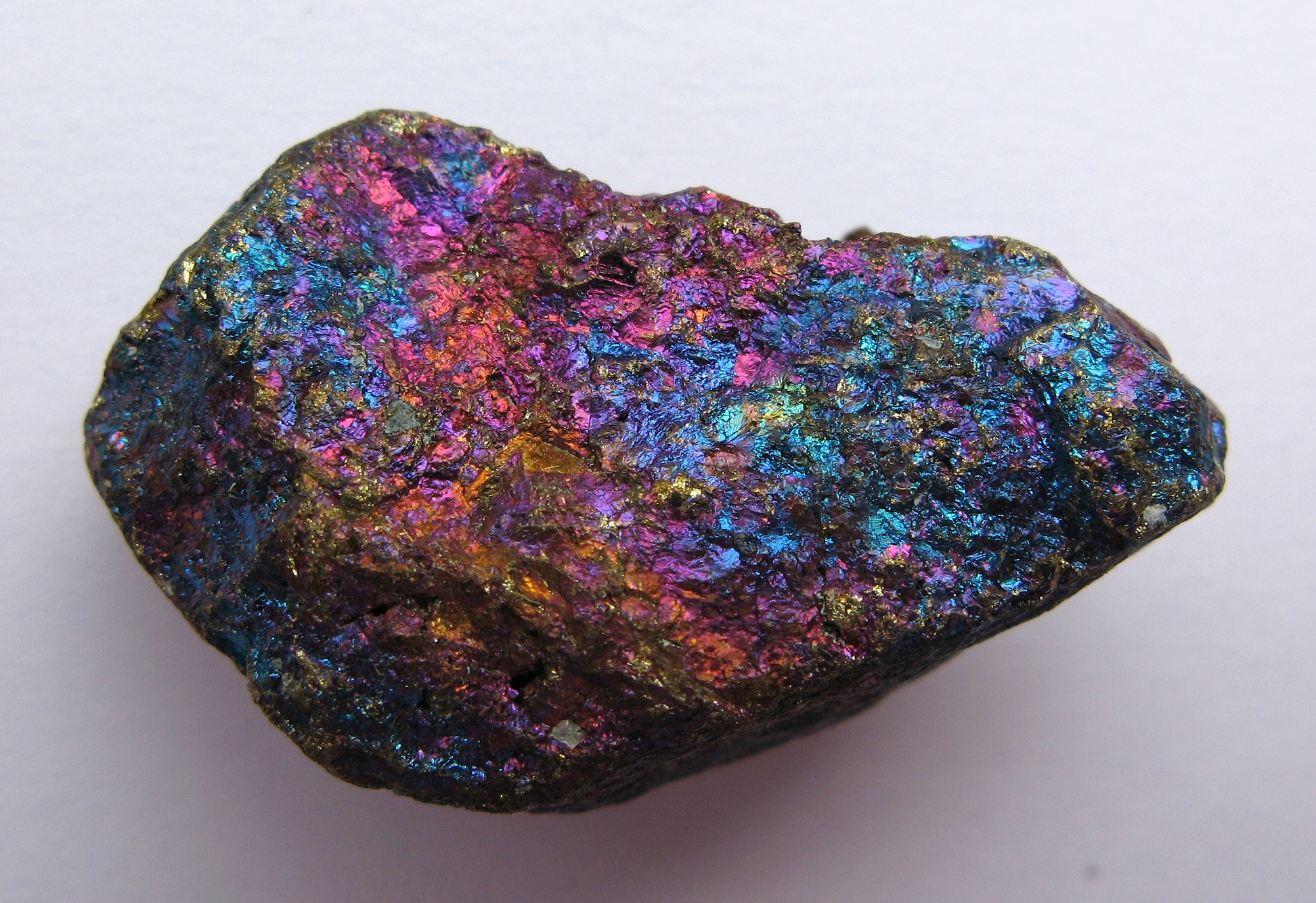
Chalcopyrit bị xỉn nặng
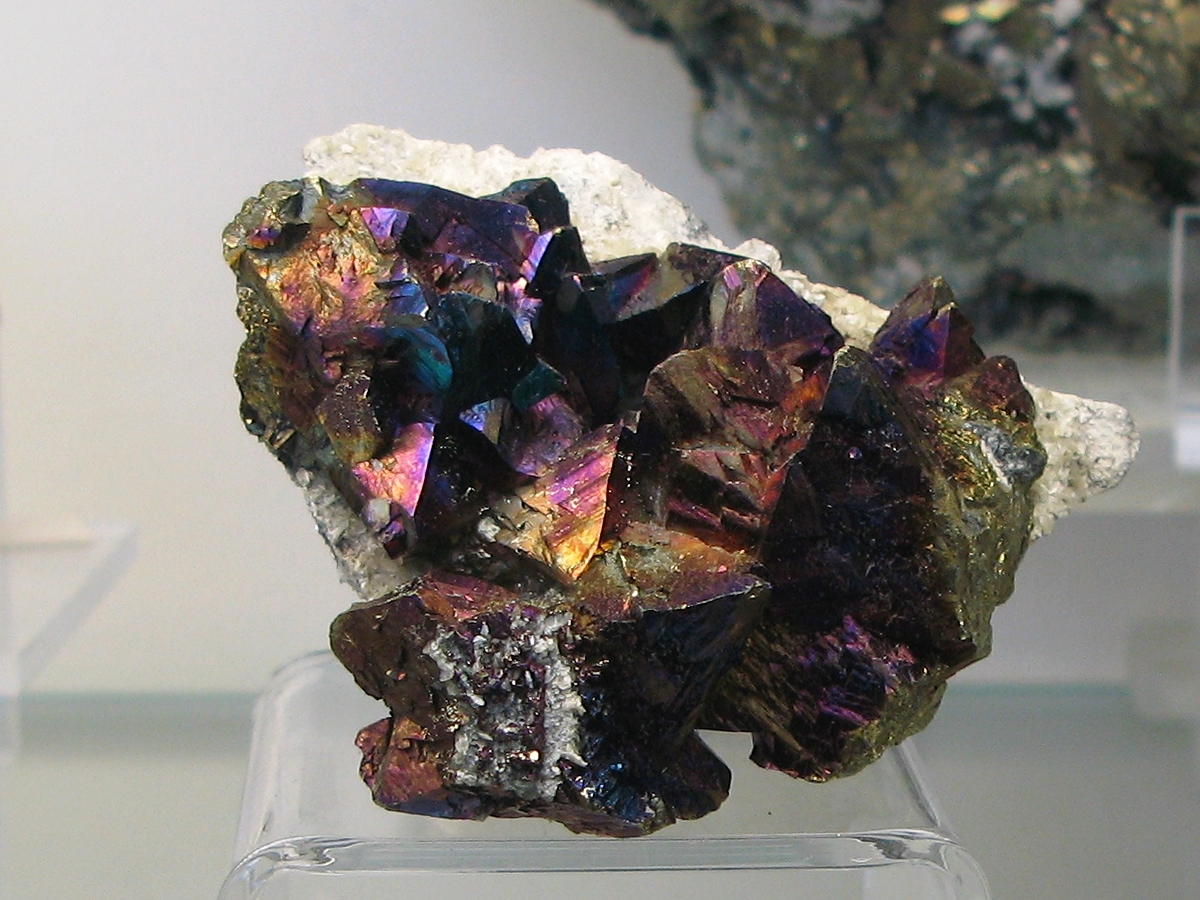
Chalcopyrit từ Grube Georg, Westerwald, Đức. Hình ảnh từ phòng trưng bày Bảo tàng Khoáng vật học, Bonn, Đức.